# Гордынский, Святослав Ярославович
Святослав Ярославович Гордынский (укр. Святослав Ярославович Гординський; 1906—1993) — украинский поэт, переводчик, литературовед, искусствовед, художник.

## Биография
Родился в семье преподавателя львовской классической гимназии, впоследствии известного литературоведа Ярослава Гордынского (1882—1939). Семья имела шляхетское происхождение и принадлежала к гербу Сас.
Посещал Берлинскую академию искусств, курс византологии в Украинском научном институте (Берлин). В Париже учился в академии Жюлиана и Современной академии Фернана Леже.
В 1931 г. вернулся во Львов, где основал Ассоциацию независимых украинских художников (АНУМ), стал редактором её журнала «Искусство». Выставлялся на международных выставках в Риме, Берлине, Праге.
В 30-е годы неоднократно бывал в селе Сновидове у тестя — сельского священника отца Ивана Шлемкевича (отца философа Николая Шлемкевича), на отдыхе в Залещиках, на Борщевщине создал картины «Над Днестром», «Сельская девушка». Хорошо зная византийско-киевскую украинскую традицию, совмещал её с новейшими конструктивными достижениями и сумел мастерски подать украинскую ментальность в стилистике своего времени.
Переводил поэзию с английского, французского, немецкого, итальянского, польского и других языков. Издал во Львове несколько собственных поэтических сборников. На основе аналогий с украинским фольклором доказывал украинское происхождение «Слова о полку Игореве». Опубликовал монографии о многих украинских художниках.
Во время Второй мировой войны собрал около 400 художников, издал каталог, который долгое время был чуть ли не единственным энциклопедическим справочником о жизни и творчестве украинских художников.
В 1944 эмигрировал на Запад. В Мюнхене основал Союз труда украинских художников.
Впоследствии переехал в США, основал Объединение Художников-украинцев в Америке (ОМУА), организовал гигантскую выставку украинских художников-американцев и опубликовал её каталог — своеобразную энциклопедию украинской живописи в Штатах.
В 1991 г. посетил независимую Украину.
Свою коллекцию художественных произведений завещал Национальному музею во Львове.

## Творчество
- поэтические сборники «Цвета и линии» (1933), «Буруны» (1936), «Слова на камнях» (1937), «Ветер над полями» (1938), «Легенды гор» (1939), «Семь лет» (1939), «Трубы дней» (1940), «Избранные стихи» (1943), «Огнём и смерчем» (1947), «Стихотворения» (1989)
- поэмы «Сновидов» (1938), «Первый вал» (1941)
- сборник переводов «Поэты Запада» (1961)
- монографии «Николай Глущенко» (1934), «Тарас Шевченко — художник» (1940)
- справочник «Украинская икона» (1981)
- обложки изданий об украинских художниках: Т. Шевченко, А. Грищенко, П. Ковжуне, М. Мухине и др.

Автор мозаик и росписей более 30 украинских церквей в разных странах мира (среди них — большие соборы в Виннипеге, Мельбурне, Мюнхене, Риме). Автор иконостаса церкви св. Михаила в Хезлтоне (Пенсильвания).